# Corrasie
Corrasie (Lat. corradere = bijeenschrapen) is in de geologie een vorm van erosie door windactie (winderosie). Bij corrasie wordt vast gesteente door de continue blootstelling aan zandtransporterende wind afgeschuurd. Hierdoor kan het gesteente een opmerkelijke vorm verkrijgen (paddenstoelrots).
Het afslijpen van vast gesteente door stromend water valt eveneens onder corrasie. Vergelijk in deze context abrasie.